# Take (film)
Take è un film thriller del 2007 diretto e scritto da Charles Oliver e interpretato da Minnie Driver, Jeremy Renner, Bobby Coleman, Adam Rodríguez e David Denman. Il film è stato presentato in anteprima al Tribeca Film Festival il 27 aprile 2007.

## Trama
Il film segue in parallelo le storie di Ana Nichols e di Saul Gregor. Attraverso i flashback vediamo le diverse vite dei due protagonisti, le quali si incontreranno a causa di uno spiacevole scherzo del destino.

## Accoglienza
Rotten Tomatoes, un aggregatore di recensioni, riferisce che il 45% dei 29 critici intervistati ha dato una rassegna positiva al film; la valutazione media era 5.1 / 10. Il consenso del sito recita: "Una storia di redenzione tenuta insieme ai flashback, Take ha momenti di intensità emotiva, ma alla fine viene annullata dalla predicazione." Metacritic lo ha valutato 22/100. Ronnie Scheib di Variety scrisse, "[T] ha frammentato il passato è molto più drammatico e pieno di suspense della storia odierna della punizione, che crea un senso di squilibrio e anticlimax spirituale." Frank Scheck di The Hollywood Reporter lo chiamava un "dramma estenuante e difficile da prendere che merita lo sforzo dello spettatore". Roger Ebert del Chicago Sun-Times lo classificò come 2/4 stelle e lo definì "uno slogan monotono attraverso la Dirgeland". Robert Abele del Los Angeles Times ha scritto: "Take è chiamato thriller nelle sue note di stampa, ma è davvero uno di quegli slogan tragici al microscopio che presume che un eccesso di angoli narrativi renda automaticamente più interessante un incidente straziante". Nathan Lee del New York Times ha scritto: "Se c'è qualcosa di cui il cinema ha bisogno di meno di un'altra tragedia angosciata e trasversale sul crimine, il destino, la memoria e la redenzione, è il tipo girato in una brutta tavolozza monocromatica che suggerisce un mondo prosciugato di emozioni e cineasti arido di immaginazione ".